# Maradi (region)

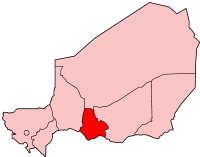
Läge i landet.

Maradi är en av Nigers sju regioner. Regionen hade 2 235 748 invånare år 2001, på en yta av 38 581 km².  Regionens huvudstad är Maradi.

## Administrativ indelning
Regionen är indelad i fem departement:
- Aguie
- Dakoro Department
- Groumdji
- Madarounfa
- Mayahi
- Tessaoua